# Cyclosalpa foxtoni
Cyclosalpa foxtoni är en ryggsträngsdjursart som beskrevs av van Soest 1974. Cyclosalpa foxtoni ingår i släktet Cyclosalpa och familjen bandsalper. Inga underarter finns listade i Catalogue of Life.